# 神野寺 (奈良県山添村)
神野寺（こうのじ）は、奈良県山辺郡山添村にある真言宗豊山派の寺院。山号は法性山。本尊は薬師如来。

## 歴史
この寺は、740年（天平12年）行基の開山により創建された一心院に始まると伝えられ、平安時代に入り神野寺と号するようになったという。江戸時代には奈良興福寺に属し、多くの堂宇・末寺を有していた。真言宗に属するようになったのは明治になってからのことである。

## 文化財
- 重要文化財（国指定）
  - 銅造菩薩半跏像 - 像高16.7cm。飛鳥時代（7世紀）の作。奈良国立博物館に寄託。

## 所在地
- 奈良県山辺郡山添村大字伏拝750